# Parc d'État d'Oliver Lee Memorial
Le parc d'État d'Oliver Lee Memorial (en anglais : Oliver Lee Memorial State Park) est un parc d'État du Nouveau-Mexique, aux États-Unis. Situé dans le comté d'Otero et grand de 258 hectares (640 acres), il préserve une vallée des monts Sacramento appelée le Dog Canyon et dans laquelle se trouve le ranch historique d'Oliver Milton Lee (en), un éleveur et Marshal adjoint du XIXe siècle qui donne son nom au parc.

## Géographie
La superficie du parc est de 2,58 km2 , avec une élévation de 1 330 m sur les contreforts occidentaux des monts Sacramento. 
Situé dans le désert de Chihuahua, au débouché du Dog Canyon, il offre une vue sur le bassin de Tularosa (en) et les Monts Organ (en). Se trouvent à proximité du parc les villes d'Alamogordo et de La Luz (nord) et le parc national des White Sands (sud-ouest).

## Histoire

### Présence amérindienne
Situé dans une région particulièrement désertique, le Dog Canyon a attiré pendant des millénaires des peuplades grâce à son cours d'eau qui le traverse. Les premiers furent les Paléoaméricains qui vécurent dans la région entre l'an 9 500 et 5 500 avant J.-C. 
À partir du XVe siècle, c'est la tribu amérindienne des Mescaleros Apaches qui élit domicile dans le Dog Canyon. Les premiers conflits entre les Mescaleros et les Anglos-américains apparaissent au cours de la seconde moitié du XIXe siècle, puis continuent avec les guerres apaches. Dans la région du bassin de Tularosa, les conflits s'étendent de 1848 et à 1912.

### Premiers colons
Le premier colon à s'installer dans la région est François-Jean Rochas, un français originaire de l'Isère, qui établit une ferme à l'embouchure du Dog Canyon en 1885. Parti de son village natal, Vif, en 1880, il passe par Santa Fe en 1881 avant d'atteindre le canyon où il construit une petite cabane en pierre au bord du ruisseau et y fait planter un verger et de la vigne,. Il entretient avec les peuplades amérindiennes de la région d'excellentes relations, et sera par la suite surnommé « Frenchy » par ses homologues Blancs.
Le second colon, qui donna son nom au parc, est Oliver Milton Lee. Né à Buffalo Gap (Texas), il arrive dans la région du Dog Canyon en 1893, huit ans après François-Jean Rochas, et y établit un ranch, puis une grange, un réservoir et un abattoir. Avec Rochas, il fait construire des rigoles d'irrigation. Son exploitation du ruisseau pour tenter d'apporter de l'eau au bassin asséché de Tularosa a joué un rôle important dans le développement de la ville d'Alamogordo et dans l'implantation du chemin de fer dans la région.

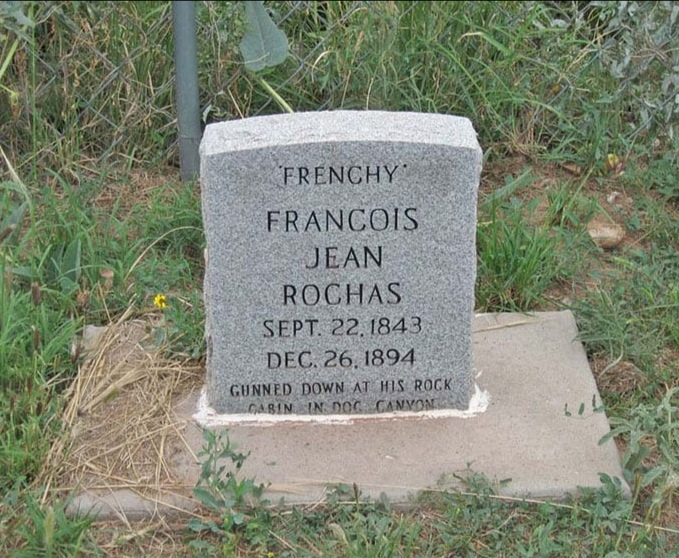
Pierre tombale de François-Jean Rochas à La Luz.

En 1894, François-Jean Rochas est retrouvé mort dans sa ferme, une balle de carabine Winchester 44 insérée dans la poitrine. Si la thèse du suicide est retenue, des témoignages émettent l'hypothèse de l'assassinat : Oliver Lee est soupçonné, mais aussi des marchands de bétail à qui Rochas devait de l'argent, des amérindiens ou bien des brigands,. La dépouille de François-Jean Rochas est emmenée au village de La Luz, et est inhumée au sein du cimetière de l'église Notre-Dame de la Lumière.

### Fondation du parc d'État
En 1907, Oliver Lee vend son ranch. Après une série de plusieurs propriétaires, les terres du ranch sont intégrées au parc national des White Sands en 1939. Le parc d'État, lui, est fondé en 1980.

## Loisirs

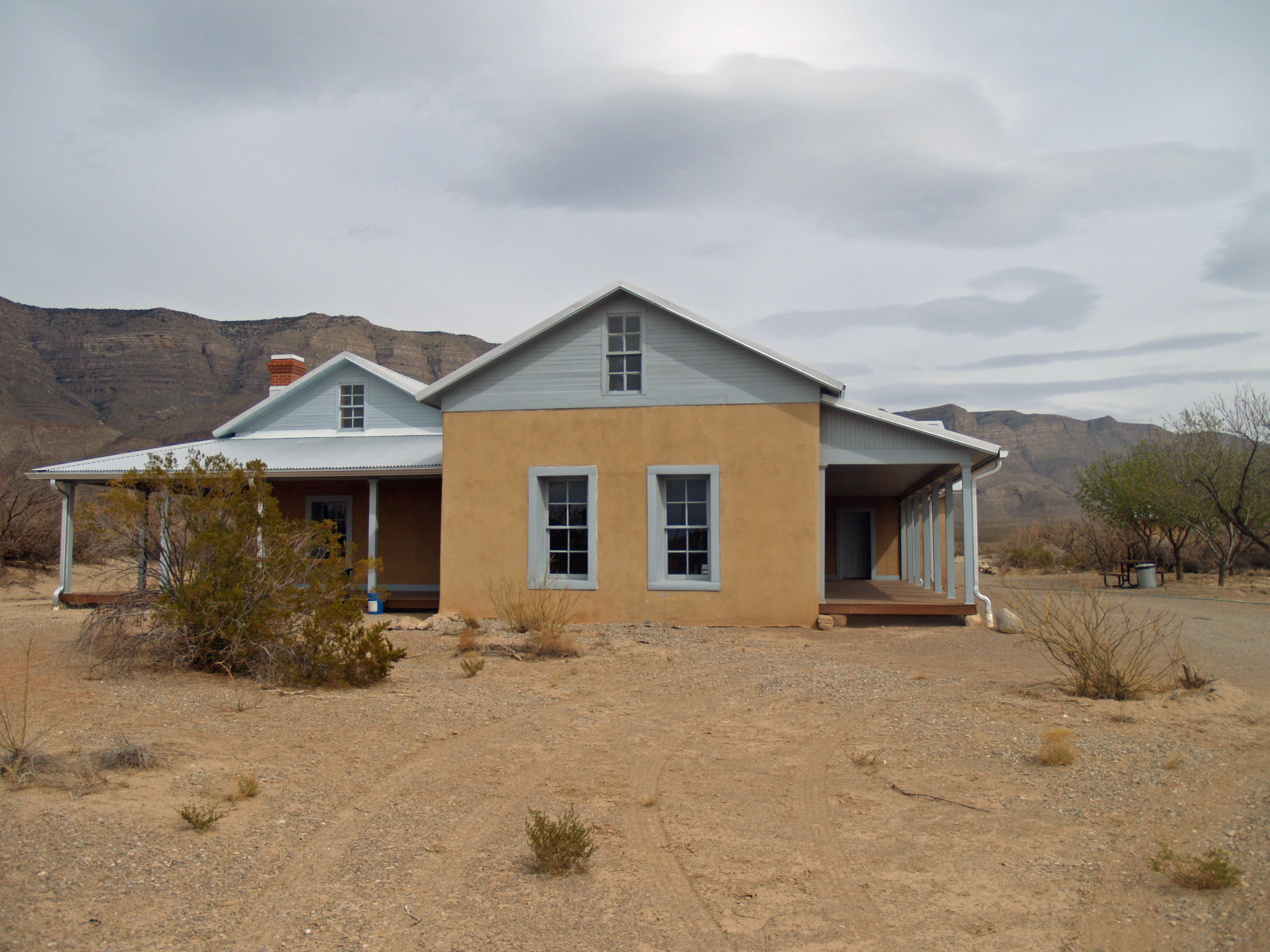
Reconstitution du ranch d'Oliver Lee.

Le parc d'État d'Oliver Lee Memorial est ouvert aux loisirs toute l'année, et propose notamment de la randonnée, du camping, des aires de pique-nique, des visites guidées du canyon et l'observation de la faune. Deux parcours pédestres partent depuis le centre d'accueil, dont un qui relie le Dog Canyon à la forêt nationale de Lincoln. Un sentier d'interprétation permet d'accéder au ruisseau du canyon, et notamment d'observer la ruine de la cabane de François-Jean Rochas et la reconstitution du ranch d'Oliver Lee,,.
Le centre d'accueil (visitor center) propose aussi une exposition permanente sur l'histoire de la région et notamment la vie des deux colons dans le canyon, avec l'exposition d'objets de la vie quotidienne utilisés par Rochas et Lee, et une peinture de Rochas dans le Dog Canyon.